# Geschiedenis van Huissen

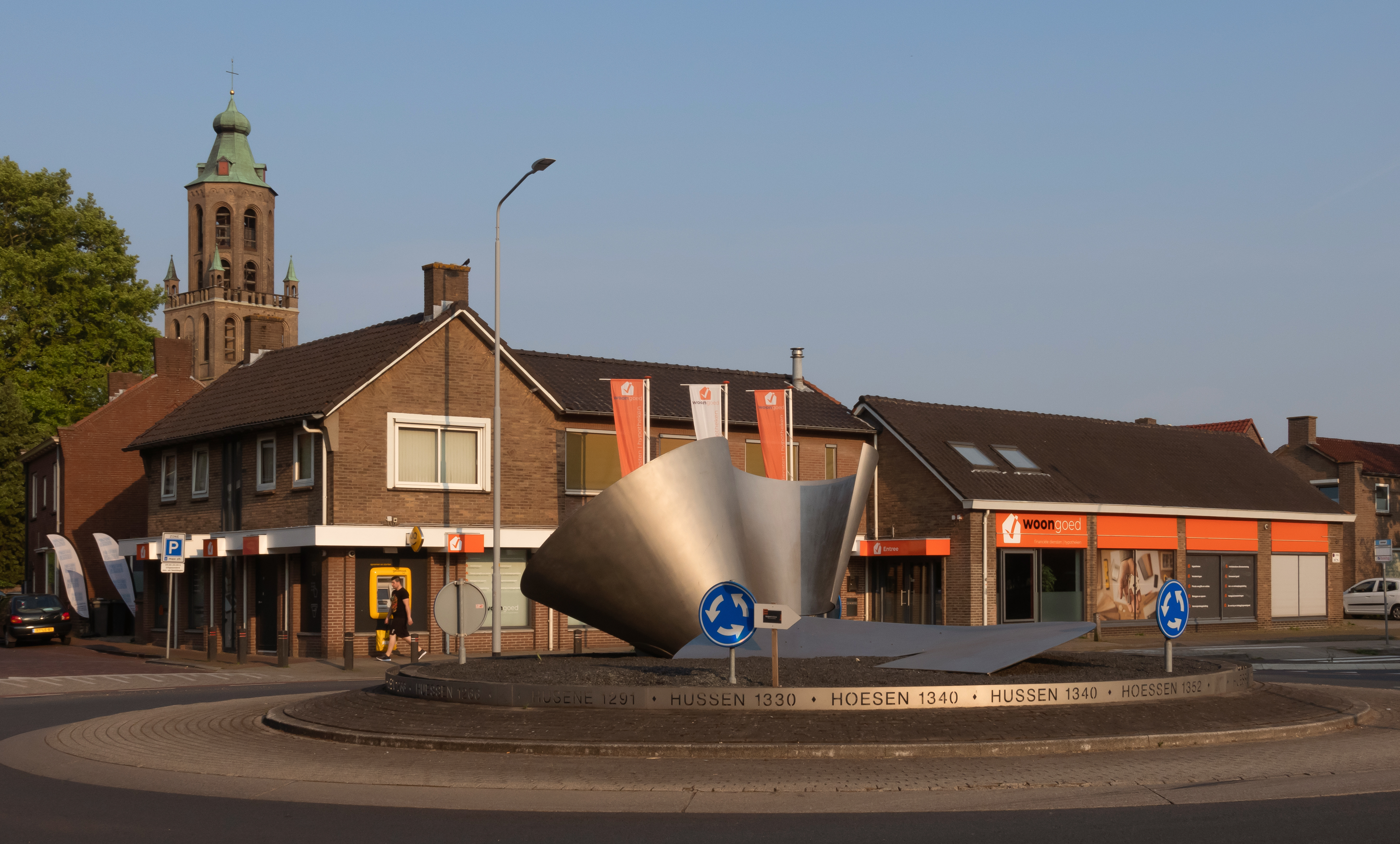
Sculptuur van de geschiedenis van Huissen

De geschiedenis van Huissen, een plaats in de gemeente Lingewaard in de Nederlandse provincie Gelderland, wijkt af van die van de omliggende plaatsen omdat Huissen van uiterlijk 1242 tot en met 1816 geen deel uitmaakte van Gelre/Gelderland, maar van Kleef/Brandenburg/Pruisen. Pas in 1816 werd Huissen deel van Nederland. Hieronder wordt de geschiedenis van Huissen weergegeven van prehistorie tot heden.

## Prehistorie en Romeinse tijd
In Huissen zijn resten uit de steentijd en de ijzertijd gevonden. Hieruit blijkt onder meer dat in de ijzertijd een nederzetting bestond bij de buurtschap Kerkelanden. De Betuwe was vanaf het jaar 12 v.Chr. in handen van de Romeinen. Restanten van de Limes, de weg langs de noordelijke grens van het Romeinse Rijk, zijn gevonden bij de aanleg van de nieuwbouwwijk Loovelden. Door archeologisch onderzoek bij de bouw van deze wijk zijn sporen van burgerlijke bewoning gevonden, die duiden op een nederzetting van de Romeinen. Dit blijkt bijvoorbeeld uit grafvondsten in twee grafvelden. Vanaf dat moment was sprake van spaarzame bewoning in Huissen. Onbekend is of sprake was van ononderbroken bewoning. Halverwege de 8e eeuw werd begonnen met het opwerpen van een heuvel rond het huidige dominicanenklooster genaamd de "Hazenberg" als bescherming tegen het water.

## Vroege middeleeuwen
Huissen werd al tijdens de vroege middeleeuwen (in 814) vermeld als Hosenhym. Later (na de invallen van de Noormannen) werd de plaats Hosenheim genoemd. In de negende eeuw wordt het gebied gekerstend. Een dorpje ontstond in de huidige wijk het Kempke, waar een eerste (houten) kerk werd gebouwd. In de vermelding uit 814 is sprake van maar liefst 44 lijfeigenen. In de tiende eeuw ontstonden twee versterkingen, de Grote Toren, die eeuwenlang het silhouet van Huissen bepaalde en een tufstenen toren met ringmuur, men noemde deze toren de "Danenburgh", "Dannenberg" of "Danenborgh". Deze laatste burcht wordt toegeschreven aan de periode waarin de Noormannen de streek onveilig maakten. Het gebied rondom de kern werd ontgonnen en een aantal hoeven werd gesticht.
Na het jaar 1033 werd de naam van de plaats gespeld als Huschenheim of Heuschenheim, en daarna in Heuschen of Heussen. Vervolgens werd de spelling Huessen, dat uiteindelijk evolueerde naar de huidige spelling Huissen (in het plaatselijke dialect Huusse).

## Late middeleeuwen
In ieder geval vanaf 1242 was Huissen (op dat moment Heuschenheim genoemd) in handen van graaf Diederik VI van Kleef. De Kleefse graven richtten een tol in aan de Rijn, en stichtten een burcht. Deze Kleefse burcht werd ook wel aangeduid als Slot of Kasteel te Huissen en lag op de plaats van de eerder genoemde Grote Toren. Op het burchtterrein stond ook nog een vierkante toren met een gebouw die in een met muren omringde binnenplaats stonden. Het burchtterrein had een omvang van circa drie hectare. Rond de tol en burcht ontstond een handelsnederzetting naast de al bestaande agrarische nederzetting. Omdat de omgeving van Huissen in handen kwam van de graven van Gelre, werd Huissen een Kleefse enclave.
Huissen behoorde tot de Franse tijd bij Kleef en werd met Kleef deel van Brandenburg en Pruisen. Pas in 1816 is Huissen deel geworden van Nederland.
Later werd de tolfunctie verplaatst naar Emmerik. Rond 1250 vond in Huissen Kleefse muntslag plaats. Volgens de volksoverlevering werd de houten kerk in het begin van de veertiende eeuw bij een dijkdoorbraak verzwolgen. De nederzetting werd onbewoonbaar en door graaf Diederik (of Dirk) IX verplaatst: vanaf 1310 ontstond er een nieuwe nederzetting tussen het tolhuis aan de (huidige) markt en de burcht. Een nieuwe kerk, de Onze Lieve Vrouw ten Hemelopnemingkerk, werd in 1313 gebouwd op de plaats van de huidige katholieke kerk. Het stratenpatroon van het huidige centrum ontstond. Wanneer Huissen stadsrechten kreeg, is niet bekend. Wel is bekend dat Huissen op zijn laatst in 1314 stadsrechten kreeg. Na de verlening van de stadsrechten kreeg Huissen vermoedelijk haar omwalling. De burcht had haar eigen grachten en ringmuur. Het stadje had een omwalling, waarschijnlijk eerst van aarde, later stadsmuren met drie poorten en een gracht en werd daardoor ruimtelijk van de omgeving gescheiden. Bij het tolhuis kwam een markt met van daaruit twee straten naar de stadspoorten.
De plattegrond van het centrum van Huissen heeft in de kern nog steeds de vorm die in de veertiende eeuw is ontstaan. Vanaf de markt lopen nog steeds dezelfde straten, al bestaan de stadspoorten, omwallingen en stadsgracht niet meer. De in 1313 gebouwde kerk heeft tot haar verwoesting in 1944 bestaan. De huidige stadskerk staat op dezelfde plaats als de oude kerk.
In 1368 liet graaf Jan van Kleef de stad, burcht en tol na aan zijn weduwe, Mechteld. Zij was de zus van de Gelderse troonpretendenten Reinoud III en Eduard van Gelre, en vestigde zich in Huissen. Na de dood van haar broers maakte zij zelf aanspraak op de titel van hertogin van Gelre. De daaropvolgende Eerste Gelderse Successieoorlog, waarin zij Huissen betrok, verloor zij in 1379, waarna zij in 1384 overleed.
Huissen bleef daarna een twistappel tussen Kleef en Gelre. In 1411 werd Huissen het Sint-Jorisgilde als verdedigingsgilde gevormd. Later in de vijftiende eeuw ontstond ook het Sint-Antoniusgilde. Deze beide gilden hadden tot taak de verdediging van de stad.
Als stad had Huissen een eigen rechtsorde. In het begin van de veertiende eeuw ontstond naast de stad ook het ambt Huissen. Graaf Diederik IX kende in de bestuurlijke inrichting van het graafschap een hoofdrol toe aan steden en ambten. De stad had een schepenbank met zeven schepenen en vier raden. Een door de graaf benoemde richter was voorzitter van de schepenbank. Recht werd gesproken door deze schepenbank. De Grote Toren bij de burcht diende als gevangenis. Voor het uitvoeren van de doodstraf door onthoofding of ophanging werd een scherprechter van buiten ingehuurd. Het ambt Huissen vormde samen met de stad Huissen en het ambt Malburgen het drostambt Huissen. De graaf benoemde de drost of ambtman. De ambtman vervulde tevens de functie van richter.
In 1448 werd in Huissen voor het eerst een klooster gesticht, het Sint-Elisabethsconvent, een klooster van de franciscanessen. Het Sint-Elisabethsconvent was vanaf de oprichting een centrum van het katholicisme in Huissen en bood na de reformatie in het omliggende gebied een tehuis voor gevluchte priesters. Het klooster heeft tot 1812 bestaan. In dat jaar behoorde Huissen tot het Franse Keizerrijk en werd het klooster door de Franse autoriteiten gesloten.
De eerste school werd vanuit de kerk opgericht in 1492. In 1493 vond een stadsbrand plaats, waarbij veel huizen aan de beide hoofdstraten van het stadje werden verwoest.
In het jaar 1502 was de stad Huissen nog steeds in handen van het (inmiddels) hertogdom Kleef. Dat gold ook voor een deel van de Liemers, Malburgen, de Kleefse Waard en Hulhuizen. De wijde omgeving behoorde tot het hertogdom Gelre, Huissen vormde dus met buurtschap Malburgen een enclave binnen het hertogdom Gelre. Vanuit Huissen vonden regelmatig overvallen plaats op het omliggende Gelderse gebied. In 1502 probeerde Karel van Gelre Huissen te veroveren. Na een belegering van ruim een maand werden de Gelderse troepen door Kleefse troepen verslagen. Dit wordt het beleg en ontzet van Huissen genoemd. 
De verdedigingsgilden fuseerden in 1536 tot het Sint-Gangulphusgilde. Dit gilde bestaat nog steeds. Volgens de volksoverlevering is de sacramentsprocessie voor het eerst in 1560 genoemd. Historici hebben hiervan geen bevestiging gevonden, maar achten wel aannemelijk dat de eerste sacramentsprocessie rond die tijd is gehouden en dat daarvoor andere processies hebben plaatsgevonden. Vast staat wel dat vanaf de tweede helft van de zestiende eeuw sacramentsprocessies hebben plaatsgevonden.
De sacramentsprocessie speelde vanaf dat moment een belangrijke rol in het geloofsleven in Huissen en wordt jaarlijks georganiseerd. Omdat Huissen geen deel is geweest van de Republiek der Verenigde Nederlanden, mocht ook nadat het deel werd van Nederland jaarlijks een processie worden gehouden. Ook nu nog vindt jaarlijks de processie onder de naam Umdracht plaats.
In de Tachtigjarige Oorlog werd het omliggende Gelre vanaf 1579 als deel van de Nederlanden protestant. Huissen en het nabijgelegen dorp Malburgen bleven (evenals de Liemers) tot het hertogdom Kleef behoren. Huissen werd daardoor een katholieke enclave. Veel katholieken uit de wijde omgeving gingen daarom toen in Huissen naar de kerk en de bevolking nam behoorlijk toe. Het Sint-Elisabethsconvent huisvestte in die tijd vaak gevluchte priesters, waaronder de apostolisch vicaris Johannes van Neercassel. Vanaf eind 16e en begin 17e eeuw groeide de bevolking, waardoor men de kasteelgracht moest dempen.

Wapen van Kleef
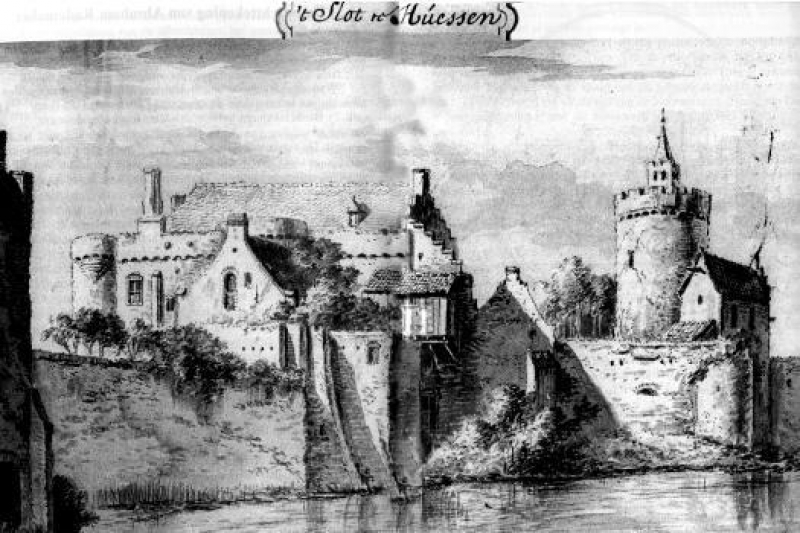
Het Slot te Huissen
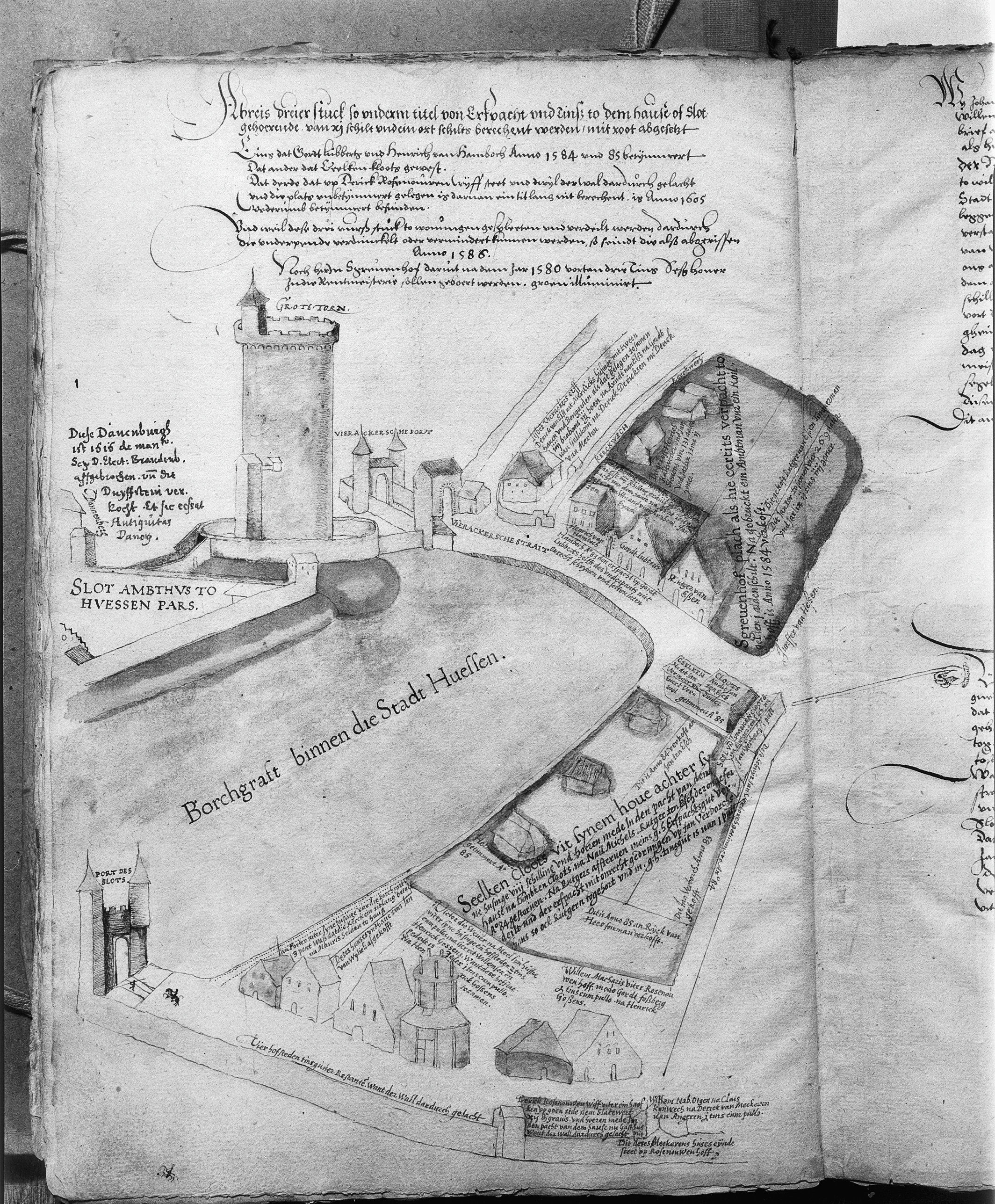
Slot te Huissen
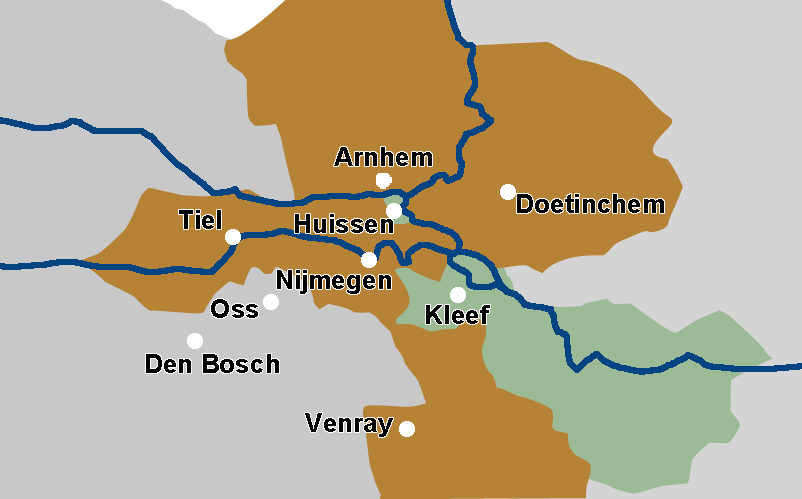
1502: Huissen, Kleefs (groen) omgeven door Gelre (bruin)

## Brandenburgse en Pruisische tijd
Na het overlijden van hertog Johan Willem van Kleef in 1609 volgde de Gulik-Kleefse Successieoorlog. Huissen kwam onder bewind van de protestantse keurvorst Johan Sigismund van Brandenburg en de katholieke vorst Wolfgang Willem van Palts-Neuburg, samen aangeduid als de possiderende vorsten. Uiteindelijk ging Huissen met het hertogdom Kleef in 1614 naar het protestantse Keurvorstendom Brandenburg, in 1701 voortgezet door het Koninkrijk Pruisen. Vanaf dat moment werd Huissen bestuurd vanuit het verre Berlijn. Ondanks dat Brandenburg en Pruisen protestantse staten waren, bleef Huissen voornamelijk katholiek en behield de stad katholieke burgemeesters. Wel kregen de protestanten in 1660 een eigen kerk. Al eerder, van 1635 tot 1650 waren Staatse troepen, feitelijk deel van een buitenlandse krijgsmacht in Huissen gelegerd.
De geloofsvrijheid in Huissen zorgde er voor dat ook de omliggende plaatsen, zoals Angeren en Bemmel overwegend katholiek bleven. Bewoners van die plaatsen trokken via kerkepaden naar de kerk in Huissen. Ondanks dat Huissen overwegend katholiek was, krijgt een protestantse bovenlaag het uiteindelijk wel voor het zeggen in de enclave.
In 1656 besloot men de tol te verplaatsen naar Emmerik. Dat bleek een klap voor de economie van Huissen, de gronden waren sinds een grote dijkdoorbraak in de 13e eeuw een onvruchtbare zandvlakte geworden, mede door de kleine ijstijd (die zorgde voor lage kersenoogsten) was de stad niet kapitaalkrachtig genoeg voor het onderhoud van de stadsmuren. 
In die tijd was er in Huissen grote armoede als gevolg van o.a. inkwartieringen van Staatse troepen en mislukte oogsten, met name van kersen. In een poging het tij te keren kwam vanaf 1660 in Huissen de tabaksteelt op, waardoor de sinds de middeleeuwen gebruikelijke kersenteelt werd verdrongen. Tabaksteelt werd de belangrijkste inkomstenbron, maar deze was schamel en de armoede bleef.
In het begin van de achttiende eeuw was de burcht bouwvallig geworden. Dit leidde in 1722 tot de verkoop en de sloop van de burcht. Er werd besloten de stenen van de burcht te gebruiken voor renovatie van de stadsmuren. In 1736 overleed burgemeester Theodor Backer. Met zijn overlijden eindigde de aanwezigheid van katholieke burgemeesters in Huissen. In 1769 werd Huissen getroffen door een dijkdoorbraak van 160 meter. Daardoor liep de hele Betuwe tot aan Culemborg onder. De dijkdoorbraak leidde tot veel schade. Na een aanbesteding werd een nieuwe, kortere en betere dijk aangelegd.
Restanten van deze dijkdoorbraak en de strijd tegen het water zijn in Huissen nog steeds goed zichtbaar. Kolken als de Grote Bloem en de Vlote Bloem, zijn aan beide van de dijk nog steeds aanwezig en zijn typerend voor het landschap.

Vlag van Pruisen
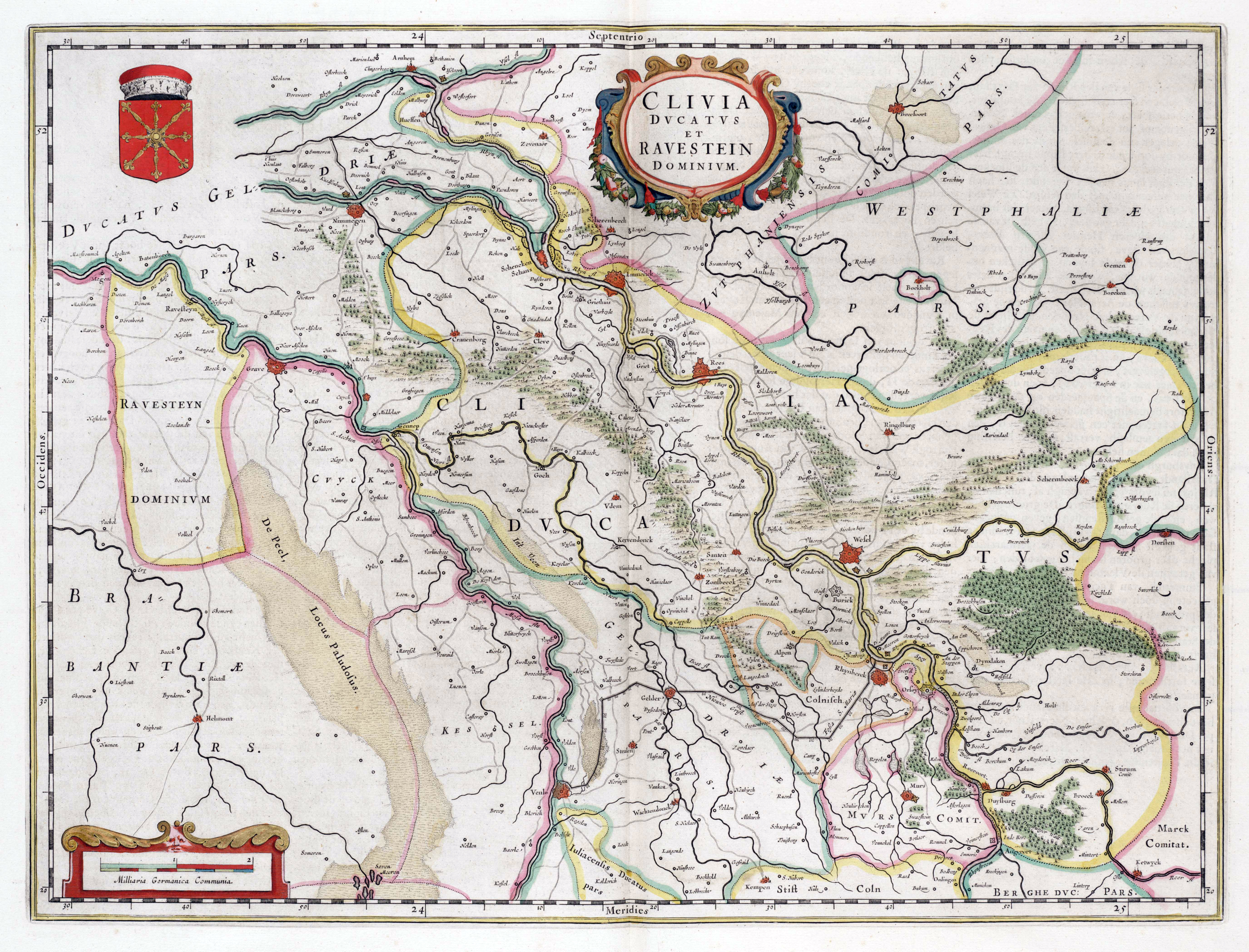
Het Brandenburgse Kleef met in het noord-oosten Huissen in 1663
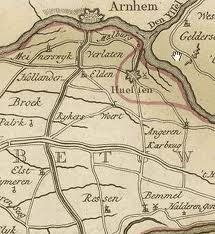
De enclave Huissen rond 1700
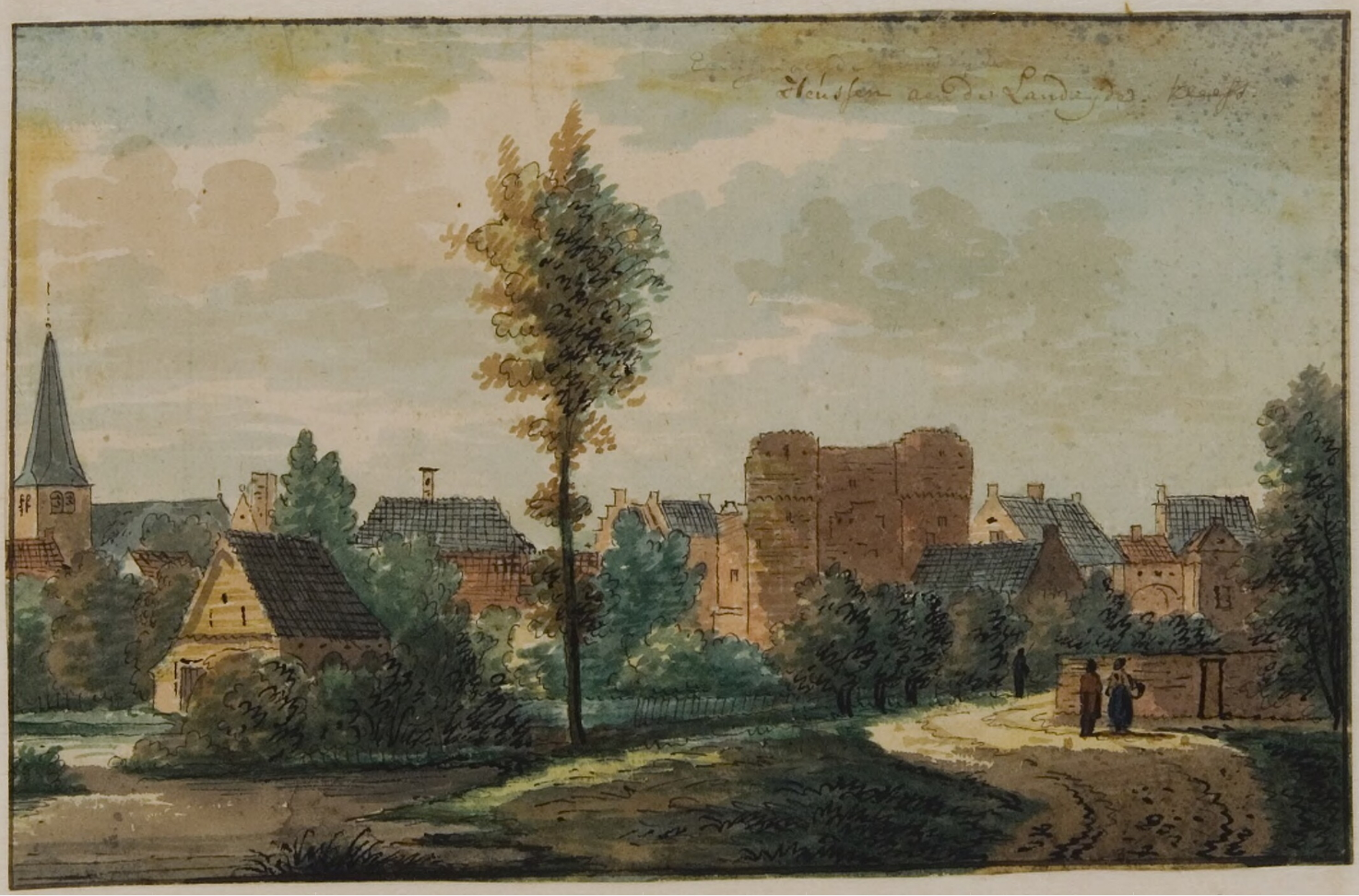
Huissen in 1730/1732 door Jan de Beijer

## Franse Tijd
In 1794 veroverde Frankrijk het gebied ten zuiden van de Waal. In Huissen werden Hannoverianen en Kroaten ingekwartierd en vluchtelingen trokken naar Huissen. Hierna brak de tyfus uit, waardoor honderden Huissenaren stierven. Nadat de Waal was bevroren trokken de Franse troepen de Betuwe in. De ingekwartierde Kroaten plunderden Huissen. Begin 1795 werd Huissen veroverd door de Fransen. Zij bleven drie maanden en daarna werd de stad weer overgedragen aan Pruisen. Maar doordat de Pruisische autoriteiten niet terugkeerden had het stadsbestuur feitelijk geen gezag en brak anarchie uit. Pas in 1800 werd het Pruisische gezag hersteld. In 1806 moest Pruisen het Hertogdom Kleef rechts van de Rijn overdragen aan het groothertogdom Berg, een Franse satellietstaat. Dat is van korte duur, want in 1808 werd Huissen deel van het Koninkrijk Holland. Dat jaar werd Jan Willem de Winter door koning Lodewijk Napoleon op 4 mei 1810 verheven tot graaf van Huessen, een eretitel zonder gezag in Huissen. In 1810 werd Huissen met Holland deel van het Frankrijk. De Fransen reorganiseerden de territoriale indeling en de stad Huissen werd samen met het ambt Huissen, Malburgen en Elden de gemeente of mairie Huissen. Daarmee vervielen feitelijk de laatste oude middeleeuwse rechten, waaronder de eigen rechtspraak. Vanaf dat moment verliest Huissen feitelijk de status van stad. Dat Huissen stad wordt genoemd is terug te voeren op de periode waarin het stadsrechten had.
In 1812 sloten de Fransen het Sint-Elisabethsconvent. Eind 1813, na de Franse nederlaag, werd Elden afgesplitst van Huissen en werd Huissen met Malburgen teruggegeven aan Pruisen. Dat was echter van korte duur.

## Negentiende eeuw vanaf de overdracht aan Nederland
Na het Congres van Wenen werd Huissen op 1 juni 1816 door Pruisen overgedragen aan Nederland. De landsgrens tussen Huissen en aangrenzende plaatsen. Huissen werd als schoutambt Huissen deel van de provincie Gelderland. Het schoutambt bestond uit de plaatsen Huissen en Malburgen. Johan Friedrich Pilgrim, burgemeester onder het Pruisische, Hollandse en Franse bewind, werd schout onder het Nederlandse bewind, bijgestaan door twee assessoren. In 1825 werd het schoutambt onder de nieuwe Gemeentewet voortgezet als gemeente Huissen, de schout werd burgemeester.
In 1856 verwierven de dominicanen het landhuis met de naam Kasteel van Huissen op de plaats van de oude burcht. Zij stichtten daar in 1858 het Dominicanenklooster. In het klooster was lange tijd het provincialaat van de dominicanen in Nederland gevestigd. De komst van de dominicanen leidde tot een stimulans van de Huissense gemeenschap. Het Dominicanenklooster heeft een belangrijke rol gespeeld in Huissen. Zo is vanuit het klooster de groei van de tuinbouw gestimuleerd en was het voor veel Huissenaren een alternatieve plek om ter biecht te gaan. De sluiting van de kloosterkapel leidde tot een kortdurende volksopstand.
In 1863 vestigde de Lentse tuinder Piet Evers zich in Huissen. Hij bracht Huissen, gestimuleerd door de dominicaanse pater A. Rijken, de tuinbouw. Veel Huissenaren, vaak werkzaam als tabaksplanter of als seizoensarbeider in Duitsland, volgden Evers en vormden tuinbouwbedrijven. De tuinbouw werd kenmerkend voor het plattelandsdeel van Huissen. Rond de eeuwwisseling gingen veel tuinbouwbedrijven in het gebied bekend als het Zand over op glastuinbouw. Specialisme werd later de druiventeelt. De glastuinbouw ontwikkelde zich verder: in 1940 was er meer dan 250.000 m² glastuinbouw.
Aan het einde van de negentiende eeuw was er grote armoede, vooral onder de arbeiders in de steenfabrieken. Huissen heeft dan een kleine protestantse welvarende laag van notabelen, ondernemers en boeren. Het merendeel van de bevolking bestond uit vaak arme ambachtslieden, arbeiders in de steenfabrieken en tuinders. De arbeiders organiseerden zich niet in socialistische organisaties, maar stonden onder de invloed van de katholieke geestelijkheid. Een eerste bejaardenhuis, een oudevrouwenhuis, werd opgericht in 1890 vanuit het Sint-Elisabethklooster. Armoede ging gepaard met veel alcoholverslaving. In 1895 ontstond de neutrale liefdadigheidsorganisatie "Hulp-in-Nood". Na een mislukte poging tot inkapseling van deze organisatie door de geestelijkheid, komt het in 1898 tot de oprichting van de RK Volksbond. Geïnspireerd door de geestelijke Alfons Ariëns richtte de Volksbond zich op volksontwikkeling, alcoholbestrijding en spaarzaamheid.

Vlag van de provincie Gelderland
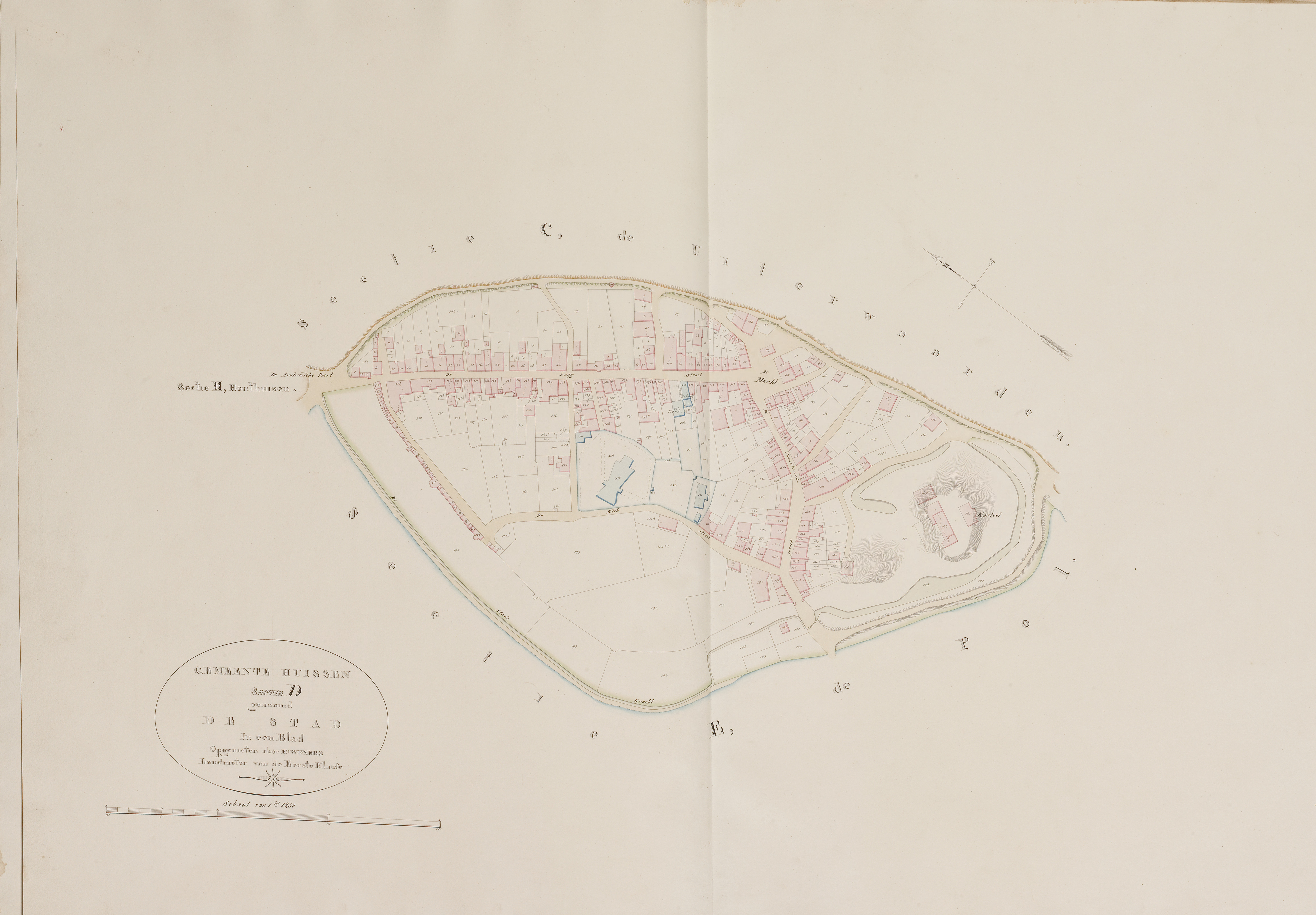
Gemeente Huissen in 1818
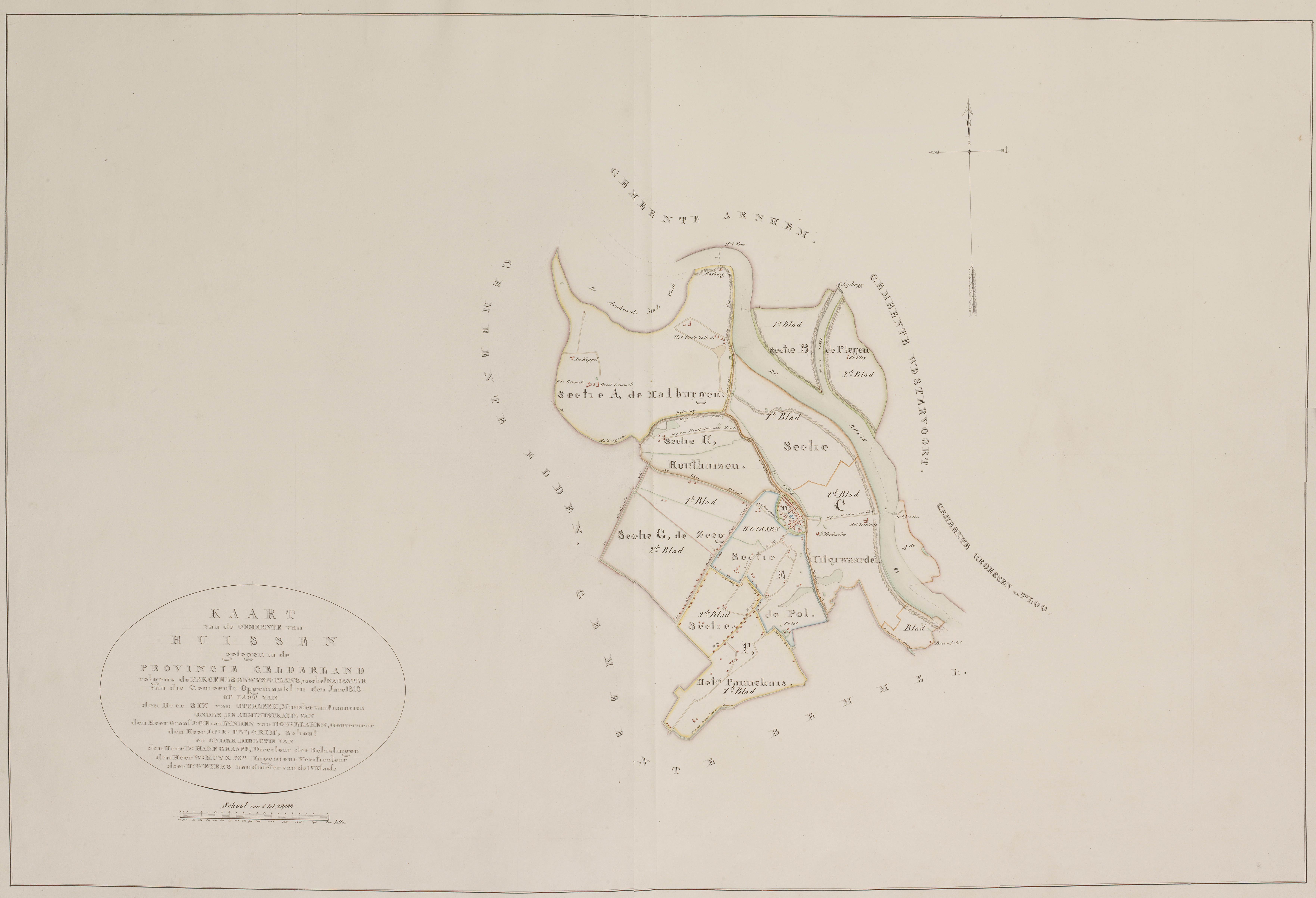
Het stadje in 1818
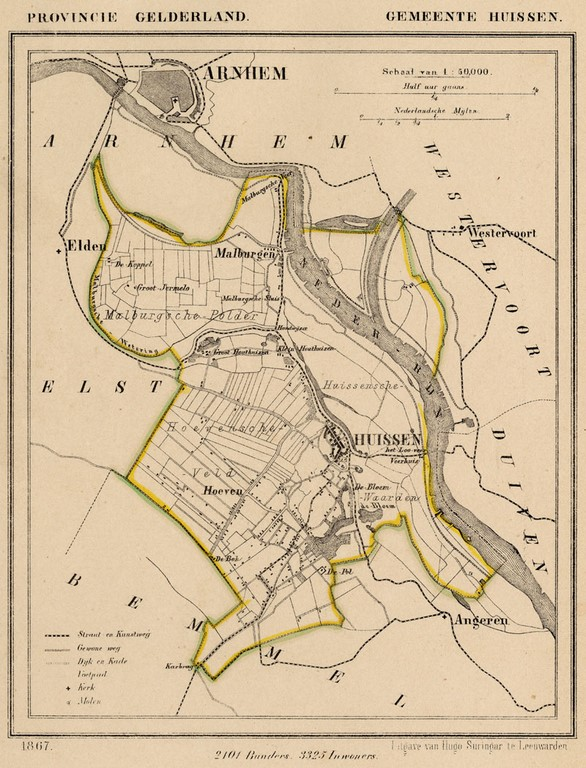
Gemeentekaart 1867
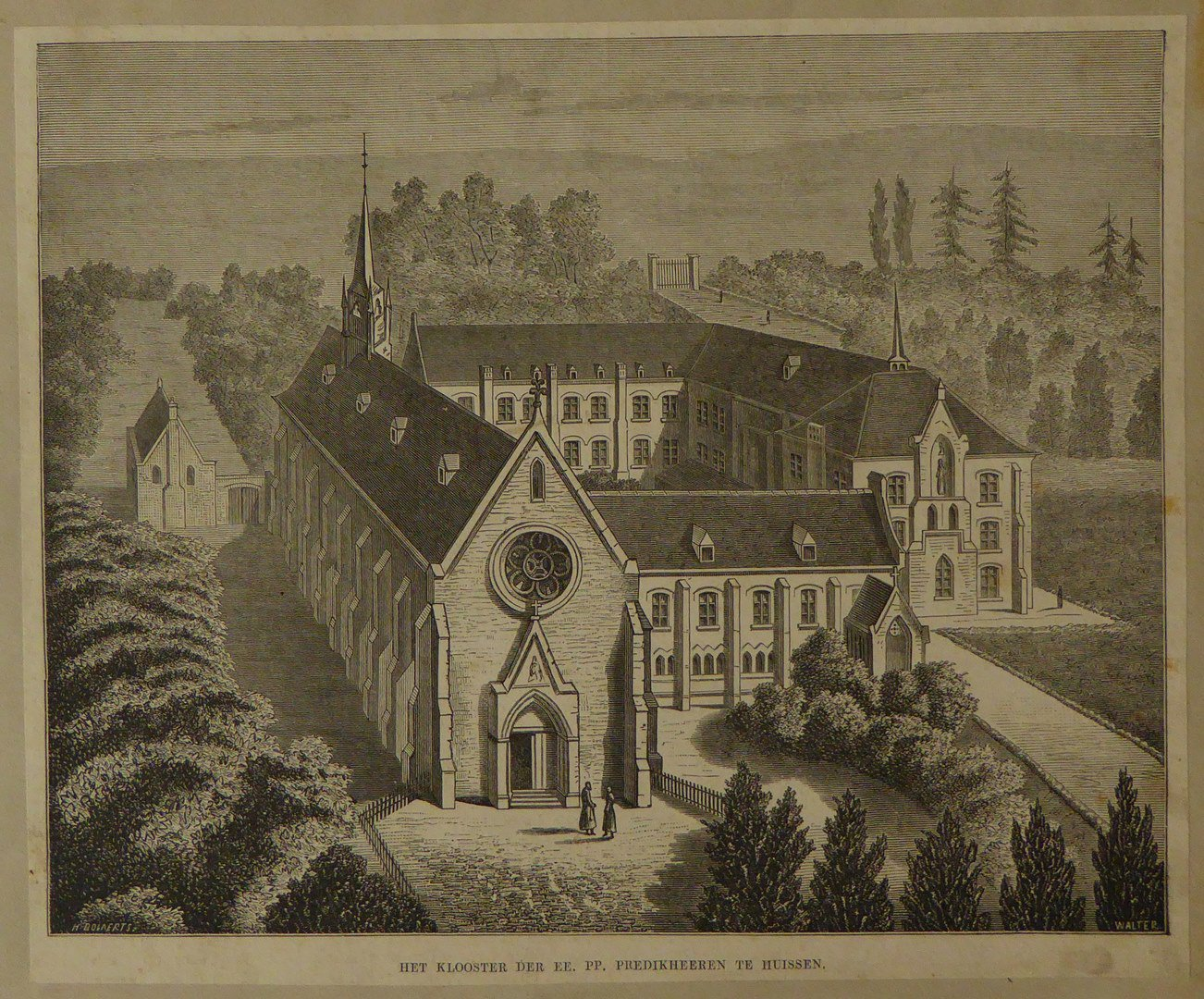
Het Dominicanenklooster, gravure van Johannes Walter
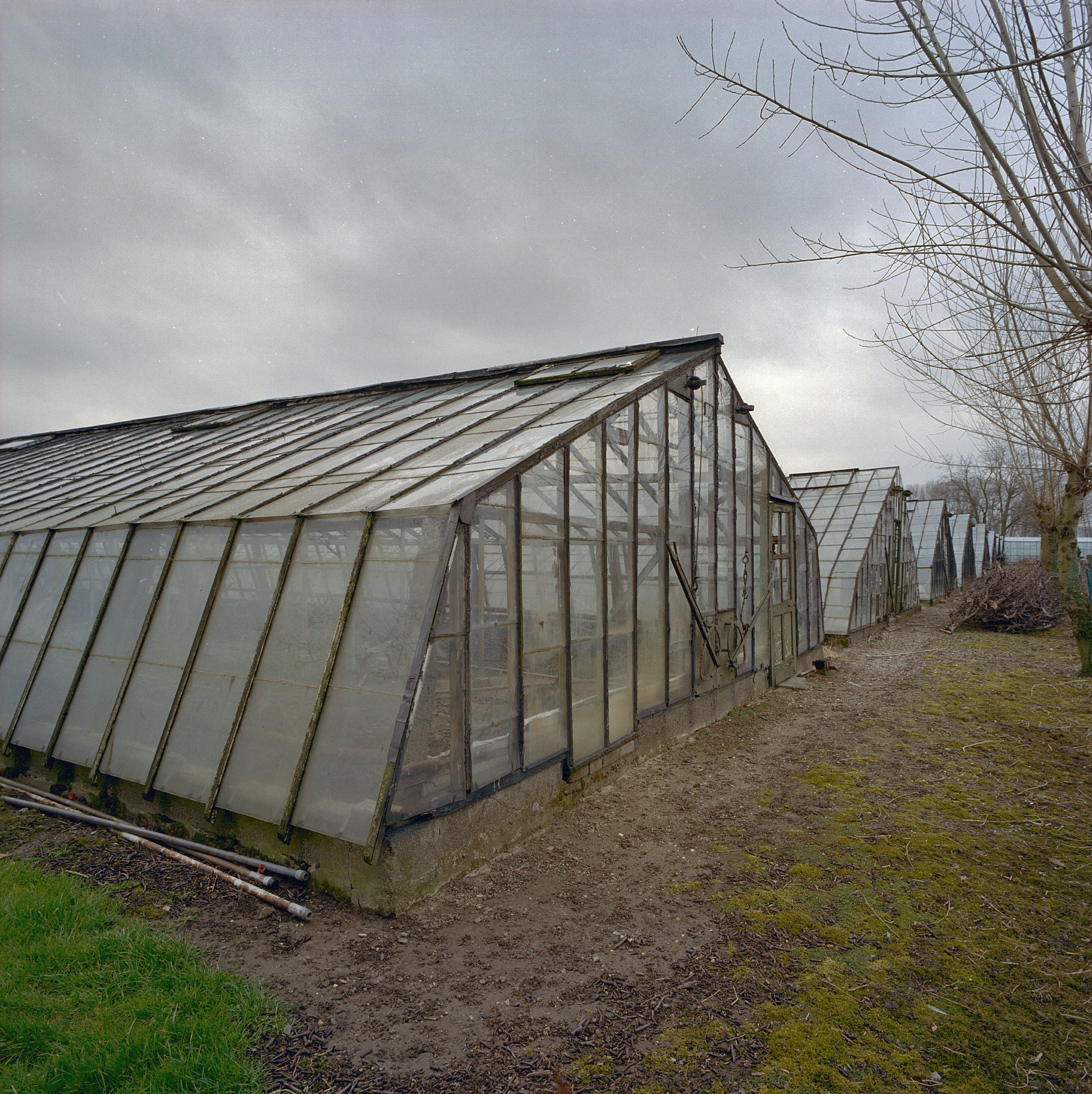
Kassen in Huissen

## Twintigste eeuw tot de Tweede Wereldoorlog
In 1909 opende de Betuwsche Stroomtramweg-Maatschappij een tramlijn van de pont bij Arnhem via Huissen naar de pont in Lent naar Nijmegen met een vertakking naar Angeren en Gendt. Voor de Huissense gemeenschap was belangrijk de toestemming in 1923 van het aartsbisdom voor een tweede parochie. In 1926 was de kerk van Huissen-Zand klaar, gewijd aan de Martelaren van Gorcum. Hierdoor ontstond feitelijk een nieuw kerkdorp met een aanvankelijk beperkt eigen verenigingsleven. De tuinders richtten in 1926 een plaatselijke coöperatieve veiling op. Dat jaar werd uit een legaat een oudemannenhuis en een kliniek voor kleine operaties gesticht.
De economische crisis van 1929 leidde al snel tot grote omzetdalingen en grote armoede onder de tuinders. Het herstel werd in de jaren dertig opgepakt en ter stimulering van de druiventeelt werden druivencorso's gehouden. De tram werd in 1934 vervangen door busverbindingen. In die tijd was Huissen als overwegend katholieke plaats een bolwerk van de Roomsch-Katholieke Staatspartij (RKSP). Maar onvrede en armoede onder tuinders en boeren leidde tot grote populariteit van de Actie Bouwman van Alphons Bouwman, officieel bekend als Actie De Kleine Boer. Bij de Kamerverkiezingen van 1937 haalde de onafhankelijke lijst rond de Actie Bouwman 32% in Huissen van de stemmen. Veel Huissenaren keerden zich op dat moment van de RKSP af.

## Tweede Wereldoorlog
In mei 1940 wordt Huissen, net zoals de rest van Nederland, door Nazi-Duitsland bezet. Huissen heeft zwaar geleden tijdens de Tweede Wereldoorlog. Na een brandbombardement in de nacht van 13 op 14 mei 1943 volgden nog een aantal andere bombardementen (tijdens en na de Slag om Arnhem in 1944); waarbij veel van het oude Huissen werd verwoest. Op 17 september 1944 werd de buurtschap Looveer getroffen, waarbij een schuilkelder de voltreffer kreeg. Hierbij vielen 23 doden. Op 2 oktober 1944 werd het oude centrum gebombardeerd, met circa 100 doden als gevolg en verdere zware verwoestingen. Ook Het Zand werd getroffen. Door het oorlogsgeweld kwamen meer dan 170 Huissenaren om het leven, waardoor het relatief een van de zwaarder getroffen plaatsen is. Telt men de omgekomenen, die vanuit Arnhem-Zuid, Elden en Nijmegen waren gekomen mee, dan komt met boven de 200 slachtoffers. Zowel de beide katholieke kerken als de protestantse kerk werden verwoest, het klooster bleef gespaard. Ook veel glastuinbouw werd vernietigd.
Vanaf september 1944 begon de evacuatie van Huissen en andere plaatsen in de Over-Betuwe. Ook bij de evacuatie vielen slachtoffers, zoals drie dappere Huissense mannen die bij De Praets (in Arnhem) verdronken toen ze vluchtelingen hielpen bij de oversteek van de Rijn op 22 oktober 1944. De winter was streng, zodat druivenranken bevroren: de druiventeelt was vernietigd. Pas na ruim 7 maanden konden de gevluchte bewoners weer terug naar hun (zwaar beschadigde) woonomgeving. Hierdoor zijn er op 2 april 1945 geen Huissenaren getuige geweest van de bevrijding door de Britse militairen van de 49th West Riding Division.

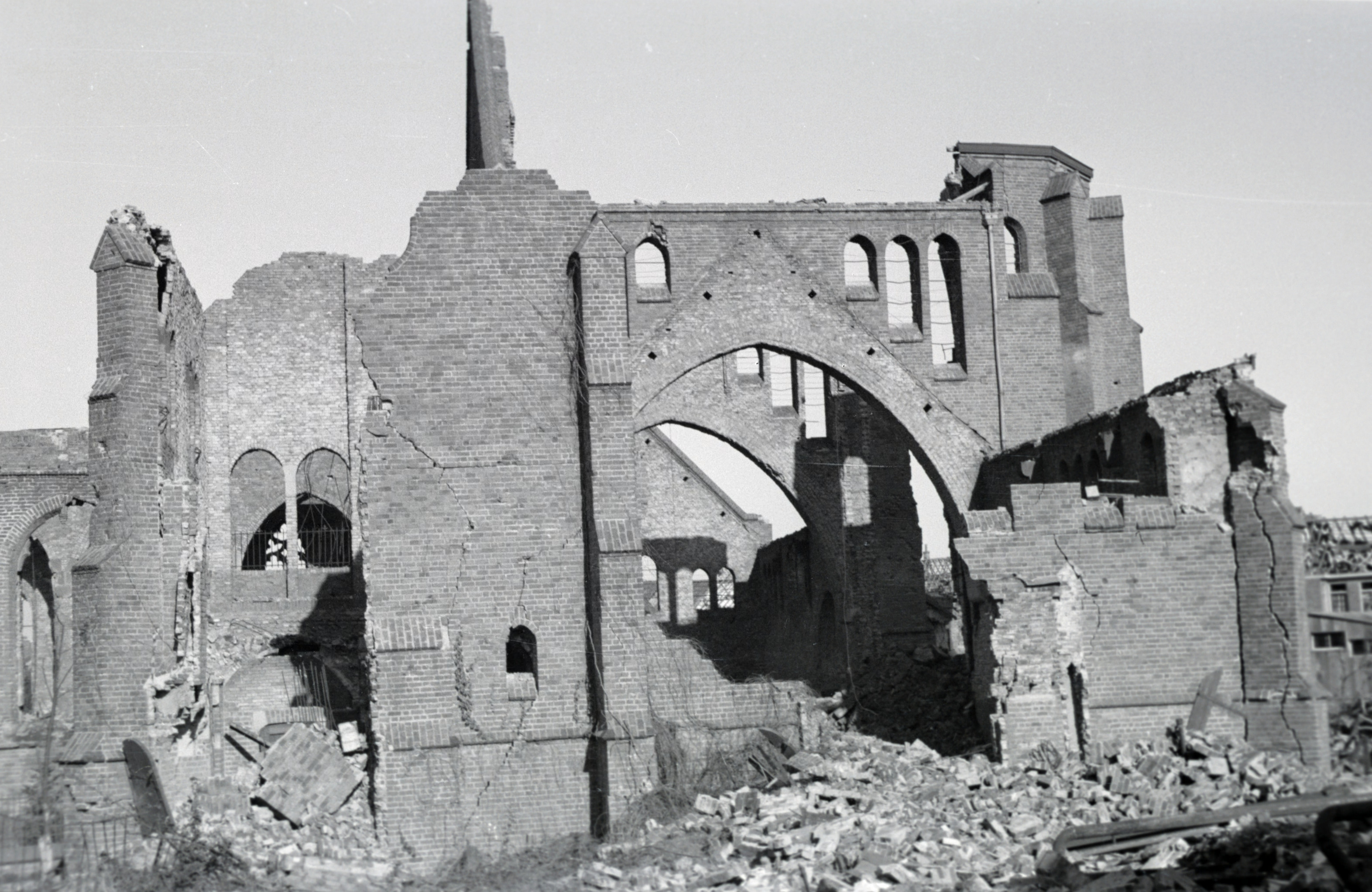
Verwoeste kerk in Huissen
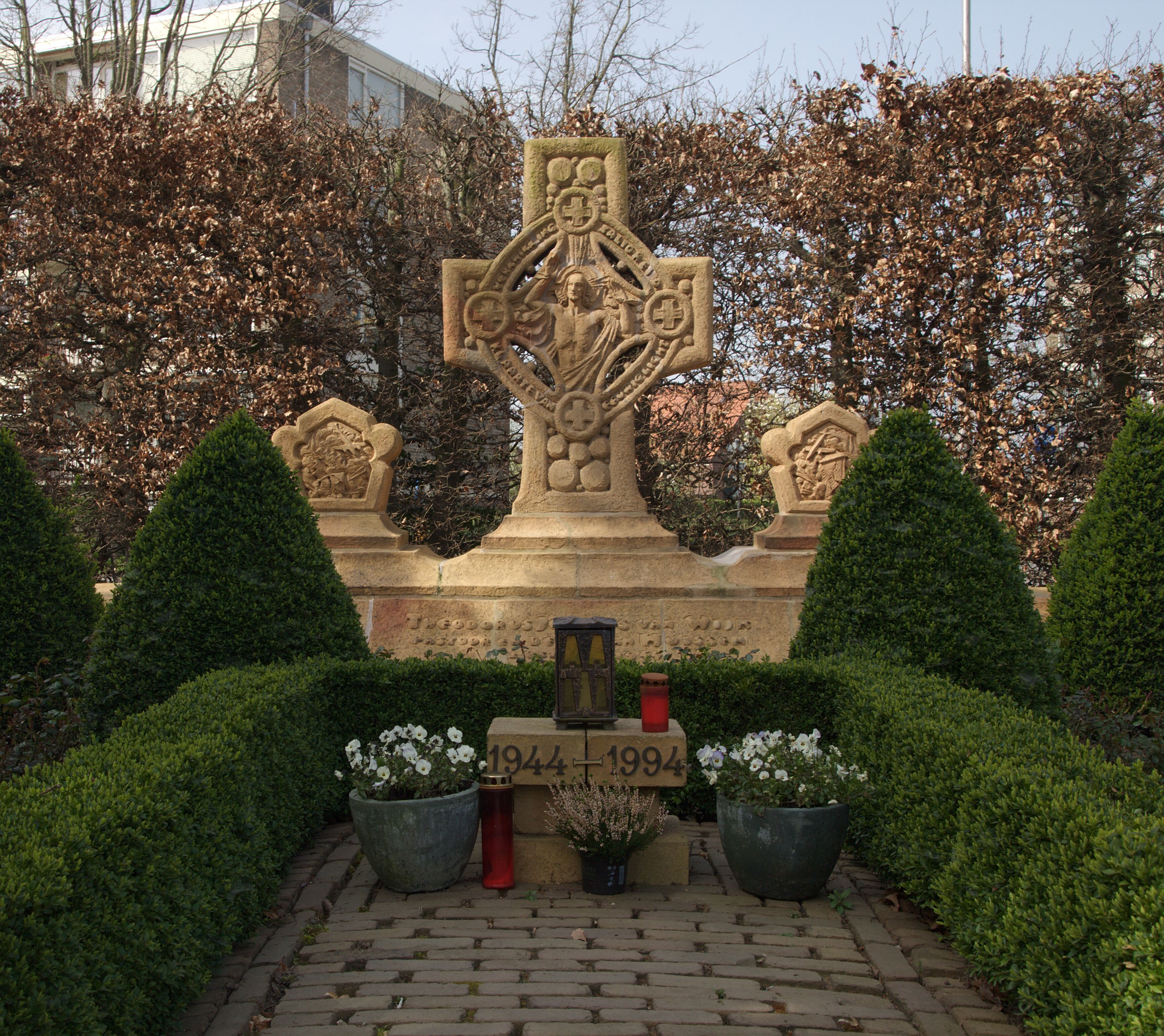
Het massagraf op de oude begraafplaats in het centrum

## Van bevrijding tot eeuwwisseling
Na de terugkeer van de Huissenaren in juni 1945 ontstond er weer perspectief voor de bewoners van Huissen en omgeving. De wederopbouw werd opgepakt en het stadje werd hersteld. Na de Tweede Wereldoorlog verdween de druiventeelt en werden andere gewassen en bloemen geteeld. Ook de getroffen kerken werden herbouwd. Ruimte voor verwerking van het oorlogsleed was er niet. Kenmerkend voor het zeer katholieke Huissen in die tijd was weerstand tegen zowel de burgerlijke als de geestelijke autoriteiten. Dat uitte zich op veel manieren. Nadat besloten was om de kapel van het dominicanenklooster te sluiten voor de Huissense parochianen, werd dit niet geaccepteerd. De deuren van de kapel werden geforceerd, zodat de missen wel konden worden bijgewoond. Ingrijpen door het aartsbisdom leidde kort daarop tot een definitieve sluiting. Ook groeide het carnaval ondanks de weerstand van de geestelijkheid. Na de oorlog komt het carnaval meer in opkomst. Uiteindelijk ging de geestelijkheid om en werd in 1955 De Kraonige Zwaone met steun van de geestelijkheid opgericht. Dit gezelschap nam vanaf dat moment de verantwoordelijkheid voor de carnavalsvieringen en maakte zich sterk voor lokale tradities en het lokale dialect.
In de jaren zestig bleken de politieke verhoudingen binnen en tussen raad en college ernstig verstoord. In 1962 deden dertien lijsten mee aan de verkiezingen voor de raad, die slechts dertien zetels telde. Nadat er geknoeid bleek met machtigingen moesten deze verkiezingen worden overgedaan. De wederopbouw werd in 1962 voltooid met de herbouw van de toren van de stadskerk. Deze 45 meter hoge toren is gezichtsbepalend voor Huissen. In dat jaar wordt ook een nieuw veilinggebouw geopend.
In 1966 werd na lang verzet de buurtschap Malburgen alsmede de Koningspleij (aan de overzijde van de Nederrijn; waar de IJssel zich afsplitst) door Arnhem met instemming van de gemeenteraad geannexeerd.
De bouw van woningen in Huissen-Zand en de daaruit voortvloeiende aanleg van riolering leidde in 1969 tot een opstand. De daarvoor geïntroduceerde baatbelasting die met name de tuinders zou treffen, leidde tot heftige protesten en als reactie daarop politiecharges. De raad zag vervolgens af van de baatbelasting.
Vanaf de jaren zeventig van de 20e eeuw worden er verschillende uitbreidingswijken van Huissen gebouwd waaronder de Zilverkamp (vanaf 1971), het Binnenveld en Loovelden. Dit leidt tot een grote uitbreiding van de bevolking, waardoor ook het karakter van Huissen veranderde van eigenzinnige en trotse plattelandsstad tot forensenstad. De Huissense veiling fuseerde in 1972 met de veilingen van Ressen, Nijmegen en Elst. Een nieuw veilingcomplex werd gebouwd, net buiten het grondgebied van Huissen met toegang vanaf het industrieterrein van Huissen. Het tuinbouwgebied groeide en omvat nu naast tuinderijen in Huissen-Zand ook grote percelen in het aangrenzende Bergerden.

## Huissen als deel van Lingewaard

Vlag van Lingewaard

Huissen verloor de status van zelfstandige gemeente op 1 januari 2001. De gemeente Huissen fuseerde toen vrijwillig met de (voormalige) gemeenten Bemmel en Gendt. De wens tot fusie was met name ingegeven door vrees in Huissen voor algehele annexatie door Arnhem. Van weerstand onder de Huissense bevolking was maar beperkt sprake, al viel het afscheid van de zelfstandigheid velen in Huissen zwaar. De fusiegemeente kreeg uiteindelijk de naam Lingewaard.
In Huissen, de grootste kern binnen de nieuwe gemeente, begon na de fusie de aanleg van de nieuwbouwwijk Loovelden. Bergerden, formeel gedeeltelijk buiten Huissen, werd ingericht als nieuw tuinbouwgebied. Dit liep echter minder succesvol dan verwacht. Schaalvergroting leidde in 2008 tot een nieuwe fusie van veilingen, waardoor het complex bij Huissen werd gesloten.
Datzelfde jaar kwamen veel Huissenaren in verzet tegen de door de gemeenteraad vastgestelde centrumvisie. Zij zagen dit als aantasting van het historische karakter en stratenpatroon van de oude stad. Met name de aanleg van een aanvoerweg voor de nieuw te bouwen supermarkt over het oude stadskerkhof viel slecht. Veel van de aangenomen centrumvisie werd na als gevolg van de weerstand niet gerealiseerd.
In 2012 was er sprake van dat de Arnhemse trolleylijn 3 zou worden doorgetrokken naar Huissen. Op deze wijze zou een rechtstreekse verbinding ontstaan tussen Burgers' Zoo en Huissen. Heftige weerstand in Huissen tegen de komst van de trolley, met als argumenten de kosten, bezwaren tegen trolleymasten en -draden en vermeende onveiligheid, zorgden voor een vertraging in de plannen. In 2013 besloot de gemeenteraad met de kleinst mogelijke meerderheid dat in Huissen geen trolley zou worden aangelegd.

## Stilstaan bij geschiedenis in het heden
In Huissen wordt op veel manieren stilgestaan bij de geschiedenis. Zo zijn er twee musea, het Stadsmuseum Hof van Hessen over de geschiedenis van Huissen en het tuinbouw(geschiedenis)museum Mea Vota. In laatstgenoemd museum wordt aandacht besteed aan de traditionele glastuinbouw. Drie verenigingen houden zich bezig met (delen) van de stadsgeschiedenis: de Historische Kring Huessen met ruim 1000 leden en het eigen tijdschrift Mededelingen, de Gilden van Sint Gangulphus en Sint Laurentius binnen de stad Huissen en het Exoduscomité. Informatieborden, bijvoorbeeld bij de voormalige Arnhemse Poort en Vierakkerse Poort, maar ook bij oude panden, geven historische informatie. Voor de protestantse kerk staat een obelisk met de belangrijkste jaartallen uit de Huissense geschiedenis.
Elk jaar wordt het beleg en ontzet van Huissen uit 1502 herdacht, georganiseerd door de Gilden, door het ontzet na te spelen. In 2014 is gevierd dat Huissn 700 jaar stad was, nadat eerder in 1948, achteraf per abuis, 600 jaar stadsrechten was gevierd. Ook de herinnering aan het oorlogsleed wordt actief levend gehouden. Naast de jaarlijkse herdenking op 4 mei bij het massagraf op de oude begraafplaats in het centrum van Huissen, worden op dezelfde plek op 2 oktober de bombardementen op Huissen en Looveer herdacht. Sinds 2010 bevindt zich daar vlakbij een monument ter nagedachtenis van de dood van de drie mannen bij De Praets (in Arnhem). Aan de Bloemstraat staat een monument ter herinnering aan de massale vlucht van de bewoners uit de Betuwe in 1944, onthuld in 2011 door Jan Terlouw en Harry de Vries. Sinds de onthulling van dit monument in 2011 wordt op de laatste zaterdag van juni het jaarlijkse wandelevenement de Exodus Wandeltocht georganiseerd als herinnering aan de evacuatie. Deze tocht volgt in grote lijnen de vluchtroute die veel inwoners uit de streek namen.